# Miss Eco Internacional
Miss Eco Internacional (en inglés: Miss Eco International, conocido como Miss Eco Queen en 2015 y Miss Eco Universe en 2016) es un concurso de belleza internacional fundado en 2015 con sede en Egipto. El objetivo del concurso es defender el turismo ecológico y la sostenibilidad en todo el mundo.
La actual Miss Eco Internacional es Alexie Brooks de Filipinas, quien fue coronada el 19 de abril de 2025 en El Cairo (Egipto).

## Ganadoras
| Año  | País de origen | Miss Eco Internacional               | Lugar del evento        | Número de candidatas |
| ---- | -------------- | ------------------------------------ | ----------------------- | -------------------- |
| 2025 | Filipinas      | Alexie Mae Caimoso Brooks            | Alejandría (Egipto)     | 36                   |
| 2024 | Ucrania        | Angelina Usanova                     | El Cairo (Egipto)       | 42                   |
| 2023 | Vietnam        | Nguyen Thanh Ha                      | El Cairo (Egipto)       | 40                   |
| 2022 | Filipinas      | Kathleen Joy Paton                   | El Cairo (Egipto)       | 40                   |
| 2021 | Sudáfrica      | Gizzelle Uys                         | Sharm el-Sheij (Egipto) | 39                   |
| 2019 | Malasia        | Amy Nur Tinie Bt Abdul Aziz (asumió) | El Cairo (Egipto)       | 54                   |
| 2019 | Perú           | Suheyn Cipriani (destituida)         | El Cairo (Egipto)       | 54                   |
| 2018 | Filipinas      | Cynthia Magpatoc Thomalla            | El Cairo (Egipto)       | 51                   |
| 2017 | Canadá         | Amber Lynn Bernachi                  | Sharm el-Sheij (Egipto) | 56                   |
| 2016 | Costa Rica     | Natalia Carvajal Sánchez             | El Cairo (Egipto)       | 54                   |
| 2015 | Eslovenia      | Patricia Peklar                      | Alejandría (Egipto)     | 9                    |